# Ivy League
Az Ivy League (magyarul: Borostyán Liga) nyolc magánegyetem sportszövetsége az Egyesült Államok északkeleti területén. Manapság már ez a név azt a nyolc egyetemet jelenti, melyek magas színvonalukról híresek, Észak-Amerika elit felsőfokú iskolái. A nyolc intézmény a Brown Egyetem, a Columbia Egyetem, a Cornell Egyetem, a Dartmouth Főiskola, a Harvard Egyetem, a Princetoni Egyetem, a Pennsylvaniai Egyetem és a Yale Egyetem.
Az éves ranglistákon az Ivy League-egyetemek általában a világ első húsz legjobb iskolái között végeznek; a Harvard és a Princeton többször is elfoglalták az első helyet. A diákok száma 5900-tól (Dartmouth) 20 000-ig (Columbia) terjed.
A brit elitegyetemek szövetségét, a Russell-csoportot (Russell Group) gyakran nevezik Brit Borostyán Ligának (British Ivy League) vagy Európai Borostyán Ligának (European Ivy League).

## Története
Több évtizedes sportegyüttműködés után 1954-ben vált hivatalossá az Ivy League elnevezés, és ekkor már nem csupán sportszövetséget jelentett, hanem azoknak a felsőoktatási intézményeknek a csoportját, amikben az oktatás magas színvonalú és az elitképzés, az akadémiai kiválóság szimbólumai lettek.
A nyolc iskolából hetet még a gyarmati időkben alapítottak, ezek közül kivétel a Cornell, melyet 1865-ben hoztak létre. A köztudatban ezeket az egyetemeket a legjobbak közé sorolják az Egyesült Államokban és világszerte egyaránt. Mindegyik egyetem több millió dolláros adományokat, állami és szövetségi ösztöndíjakat kap.
Az adományokból és alapítványokból befolyó összeg a Brown 6,5 milliárd dollárjától 50,9 milliárd dollárig terjed (Harvard). Ez utóbbi a legnagyobb, egyetemnek szánt pénzügyi támogatás a világon. A magas színvonalú képzés az eredményeken is meglátszik. Az Ivy League intézményekben végzett diákok és oktatók számos nemzetközi elismerést kaptak. Mindegyik iskolának vannak Nobel-díjasai (Harvard: 161, Princeton: 69, Columbia: 96, Yale: 65, Brown: 11, Dartmouth: 3, Pennsylvania: 27, Cornell: 50).
Az Ivy League gazdasági és társadalmi hatása meghatározó, az Egyesült Államok elnökei közül tizenhat is Ivy-egyetemre járt, tizennégyen fejezték be tanulmányaikat az adott intézményben: John Adams, James Madison, John Quincy Adams, William Henry Harrison, Rutherford B. Hayes, Theodore Roosevelt, William Howard Taft, Woodrow Wilson, Franklin D. Roosevelt, John F. Kennedy, Gerald Ford, George H. W. Bush, Bill Clinton, George W. Bush, Barack Obama és Donald Trump. A két Roosevelt, Kennedy, az ifjabb Bush és Obama két Ivy-egyetemre is jártak.

## Tagok
| Intézmény             | Hely                       | Tanulók     | Tanulók        | Pénzügyi alap  | Oktatók | Becenév   |
| Intézmény             | Hely                       | Alapfokozat | Posztgraduális | Pénzügyi alap  | Oktatók | Becenév   |
| --------------------- | -------------------------- | ----------- | -------------- | -------------- | ------- | --------- |
| Brown Egyetem         | Providence, Rhode Island   | 7 349       | 3 347          | $6,5 milliárd  | 736     | Bears     |
| Columbia Egyetem      | New York City, New York    | 8 148       | 21 987         | $13,3 milliárd | 4 370   | Lions     |
| Cornell Egyetem       | Ithaca, New York           | 15 503      | 10 097         | $9,8 milliárd  | 2 908   | Big Red   |
| Dartmouth Főiskola    | Hanover, New Hampshire     | 4 556       | 2 205          | $8,1 milliárd  | 943     | Big Green |
| Harvard Egyetem       | Cambridge, Massachusetts   | 7 153       | 14 495         | $50,9 milliárd | 4 671   | Crimson   |
| Pennsylvaniai Egyetem | Philadelphia, Pennsylvania | 9 962       | 13 469         | $20,7 milliárd | 4 464   | Quakers   |
| Princetoni Egyetem    | Princeton, New Jersey      | 5 321       | 3 157          | $35,8 milliárd | 1 172   | Tigers    |
| Yale Egyetem          | New Haven, Connecticut     | 6 536       | 8 031          | $42,3 milliárd | 4 140   | Bulldogs  |

## Név eredete

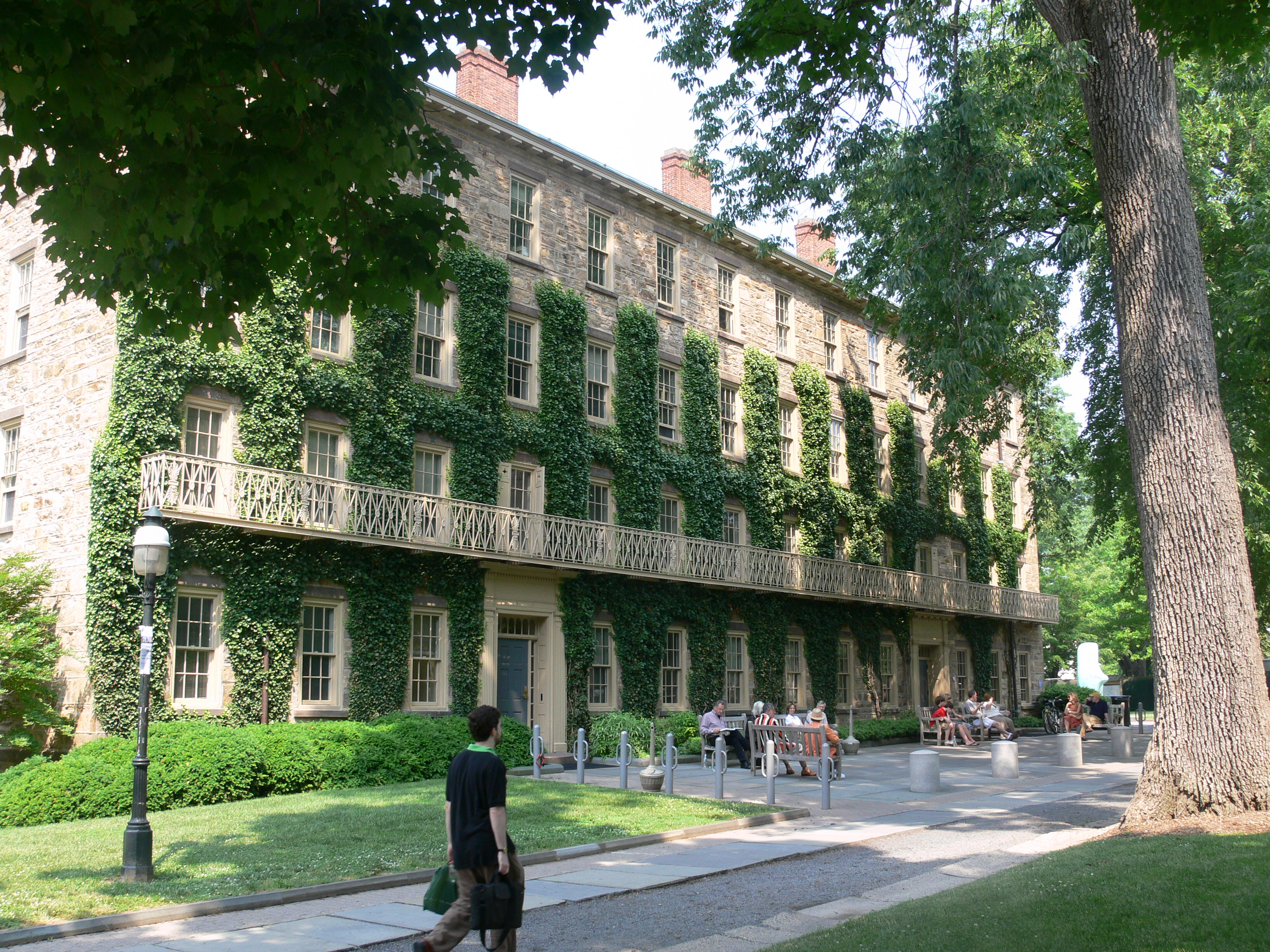
Borostyánnal befutott épület a Princeton campusán

A diákok már az 1800-as évek végétől megünnepelték az “Ültessünk borostyánt” nevű ünnepet, melynek során borostyánt ültettek az épületek mellé, mely később befutotta a falakat.
Az első hivatalos “Ivy“-megnevezés egy egyetemi csapatra Stanley Woodward sportújságírótól származik, 1933-ból. Az “Ivy League” első ismert említése a The Christian Science Monitorban jelent meg 1935-ben.

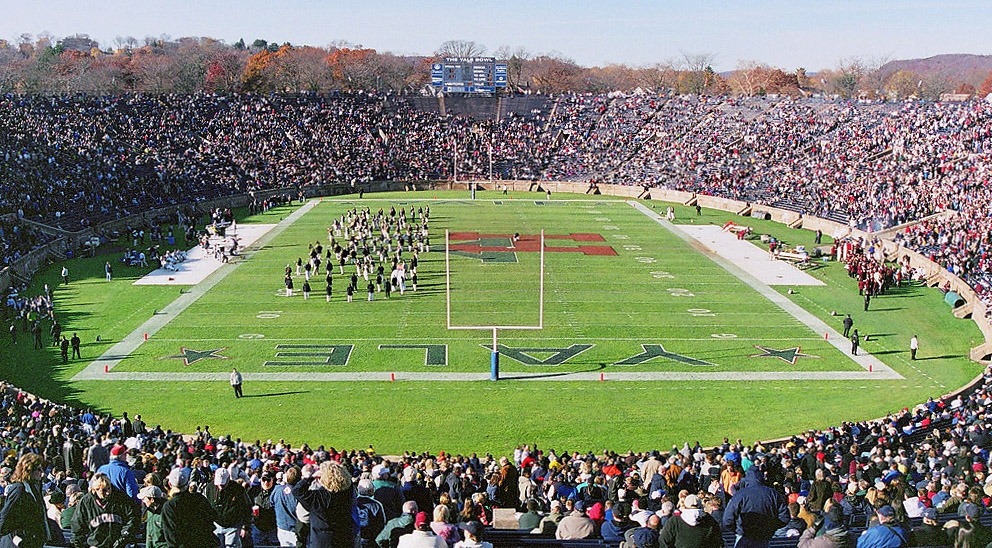
A Yale amerikaifutball-stadionja

Ezt követően számos sportriporter és újságíró is elkezdte használni az Ivy League megnevezést, az említett egyetemek atlétikai sport eseményeivel kapcsolatban. A nevet egy ideig még a West Point-i katonai akadémiára és a haditengerészeti akadémiára is használták.
Az “Ivy Plus” elnevezés az eredeti, régi Ivy-egyetemekhez sorol még néhány kiváló felsőoktatási intézményt, a Massachusetts Institute of Technologyt, a Stanford Egyetemet, és időnként a Chicagói Egyetemet és a Duke Egyetemet is.

## Alapítási adatok
| Intézmény             | Alapítás éve                                         | Alapító                                        |
| --------------------- | ---------------------------------------------------- | ---------------------------------------------- |
| Harvard Egyetem       | 1636, mint New College                               | Kálvinisták (Kongregációs puritánok)           |
| Yale Egyetem          | 1701, mint Collegiate School                         | Kálvinisták (Kongregációsok)                   |
| Pennsylvaniai Egyetem | 1740, mint Church and Charity School of Philadelphia | Nem szektariánus, Church of England/Metodisták |
| Princetoni Egyetem    | 1746, mint College of New Jersey                     | Nem szektariánus, kálvinisták                  |
| Columbia Egyetem      | 1754, mint King’s College                            | Church of England                              |
| Brown Egyetem         | 1764, mint az angol gyarmat Rhode Island-i egyeteme  | Baptisták, nincs vallási megkülönböztetés      |
| Dartmouth Főiskola    | 1769                                                 | Kálvinisták (kongregációsok)                   |
| Cornell Egyetem       | 1865                                                 | Nem szektariánus                               |

## Egyetemek elhelyezkedése
- Az államok, amikben Ivy League-egyetemek vannak, az Egyesült Államok térképén
- Az egyetemek elhelyezkedése az államokon belül

## Sport

### Sportok
| Iskola    | Baseball | Kosárlabda | Terepfutás | Vívás | Amerikai futball | Golf | Lacrosse | Evezés | Labdarúgás | Fallabda | Úszás és műugrás | Tennisz | Atlétika (beltér) | Atlétika (kültér) | Összesen |
| --------- | -------- | ---------- | ---------- | ----- | ---------------- | ---- | -------- | ------ | ---------- | -------- | ---------------- | ------- | ----------------- | ----------------- | -------- |
| Brown     | Igen     | Igen       | Igen       |       | Igen             |      | Igen     |        | Igen       |          | Igen             | Igen    | Igen              | Igen              | 10       |
| Columbia  | Igen     | Igen       | Igen       | Igen  | Igen             | Igen |          | Igen   | Igen       | Igen     | Igen             | Igen    | Igen              | Igen              | 13       |
| Cornell   | Igen     | Igen       | Igen       |       | Igen             | Igen | Igen     | Igen   | Igen       | Igen     | Igen             | Igen    | Igen              | Igen              | 13       |
| Dartmouth | Igen     | Igen       | Igen       |       | Igen             | Igen | Igen     | Igen   | Igen       | Igen     | Igen             | Igen    | Igen              | Igen              | 13       |
| Harvard   | Igen     | Igen       | Igen       | Igen  | Igen             | Igen | Igen     | Igen   | Igen       | Igen     | Igen             | Igen    | Igen              | Igen              | 14       |
| Penn      | Igen     | Igen       | Igen       | Igen  | Igen             | Igen | Igen     | Igen   | Igen       | Igen     | Igen             | Igen    | Igen              | Igen              | 14       |
| Princeton | Igen     | Igen       | Igen       | Igen  | Igen             | Igen | Igen     | Igen   | Igen       | Igen     | Igen             | Igen    | Igen              | Igen              | 14       |
| Yale      | Igen     | Igen       | Igen       | Igen  | Igen             | Igen | Igen     |        | Igen       | Igen     | Igen             | Igen    | Igen              | Igen              | 13       |
| Összesen  | 8        | 8          | 8          | 5     | 8                | 7    | 7        | 6      | 8          | 7        | 8                | 8       | 8                 | 8                 | 104      |

### Bajnoki címek

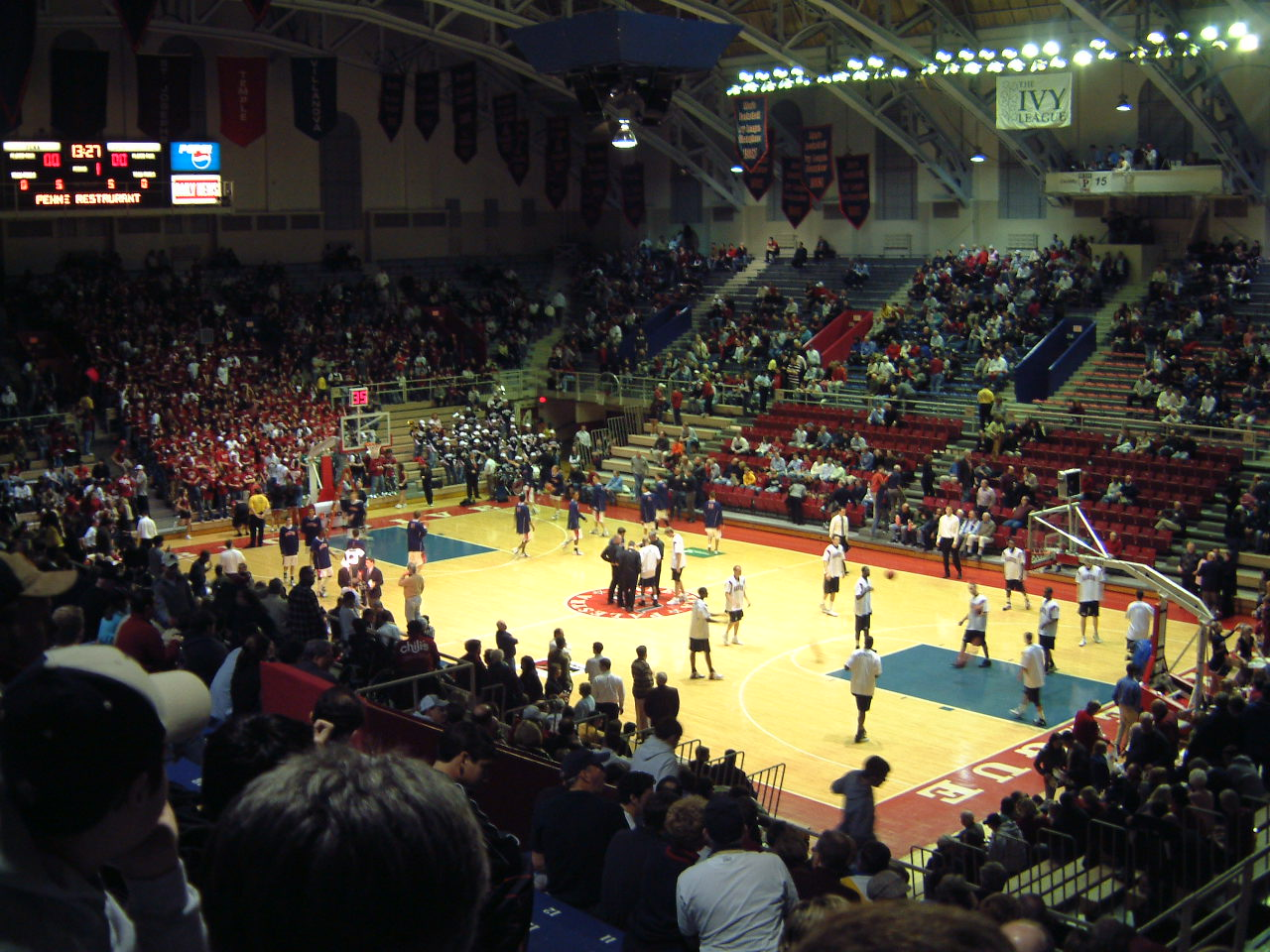
Penn kosárlabda-stadion

| Intézmény             | Ivy League-címek | NCAA (országos bajnoki címek) | NCAA (országos bajnoki címek) | NCAA (országos bajnoki címek) | NCAA (országos bajnoki címek) | NCAA (országos bajnoki címek) |
| Intézmény             | Ivy League-címek | Összesen                      | Férfi                         | Női                           | Koedukált                     | Csapat                        |
| --------------------- | ---------------- | ----------------------------- | ----------------------------- | ----------------------------- | ----------------------------- | ----------------------------- |
| Yale Egyetem          | 202              | 29                            | 26                            | 3                             | 0                             | Bulldogs                      |
| Princetoni Egyetem    | 476              | 24                            | 19                            | 4                             | 1                             | Tigers                        |
| Columbia Egyetem      | 105              | 14                            | 11                            | 0                             | 3                             | Lions                         |
| Harvard Egyetem       | 415              | 10                            | 7                             | 2                             | 1                             | Crimson                       |
| Brown Egyetem         | 123              | 7                             | 0                             | 7                             | 0                             | Bears                         |
| Cornell Egyetem       | 231              | 5                             | 5                             | 0                             | 0                             | Big Red                       |
| Dartmouth Főiskola    | 140              | 5                             | 1                             | 1                             | 3                             | Big Green                     |
| Pennsylvaniai Egyetem | 210              | 4                             | 3                             | 1                             | 0                             | Quakers                       |

### Létesítmények
|           | Amerikai futball-stadion | Amerikai futball-stadion | Amerikai futball-stadion | Kosárlabda-aréna         | Kosárlabda-aréna | Kosárlabda-aréna | Baseball-pálya            | Baseball-pálya | Baseball-pálya | Jégkorong-aréna           | Jégkorong-aréna       | Jégkorong-aréna       | Labdarúgó stadion          | Labdarúgó stadion | Labdarúgó stadion |
| Iskola    | Név                      | Bef.                     | Átadva                   | Név                      | Bef.             | Átadva           | Név                       | Bef.           | Átadva         | Név                       | Bef.                  | Átadva                | Név                        | Bef.              | Átadva            |
| --------- | ------------------------ | ------------------------ | ------------------------ | ------------------------ | ---------------- | ---------------- | ------------------------- | -------------- | -------------- | ------------------------- | --------------------- | --------------------- | -------------------------- | ----------------- | ----------------- |
| Brown     | Brown Stadion            | 20 000                   | 1925                     | Pizzitola Sports Center  | 2 800            | 1989             | Murray Stadion            | 1 000          | 1959           | Meehan Auditorium         | 3 100                 | 1961                  | Stevenson Field            | 3 500             | 1979              |
| Columbia  | Robert K. Kraft Field    | 17 000                   | 1984                     | Levien Gymnasium         | 3 408            | 1974             | Robertson Field           | 1 500          | 1923           | Nincs jégkorongcsapat     | Nincs jégkorongcsapat | Nincs jégkorongcsapat | Commisso Labdarúgó Stadion | 3 500             | 1985              |
| Cornell   | Schoellkopf Field        | 25 597                   | 1915                     | Newman Arena             | 4 472            | 1990             | Hoy Field                 | 500            | 1922           | Lynah Rink                | 4 267                 | 1957                  | Charles F. Berman Field    | 1 000             | 2000              |
| Dartmouth | Memorial Field           | 15 600                   | 1923                     | Leede Arena              | 2 100            | 1986             | Red Rolfe Field           | 2 000          | 2008           | Thompson Arena            | 4 500                 | 1975                  | Burnham Field              | 1 600             | 2007              |
| Harvard   | Harvard Stadion          | 30 898                   | 1903                     | Lavietes Pavilion        | 2 195            | 1926             | Joseph J. O’Donnell Field | 1 600          | 1898           | Bright Hockey Center      | 2 850                 | 1956                  | Jordan Field               | 2 500             | 2010              |
| Penn      | Franklin Field           | 52 593                   | 1895                     | Palestra                 | 8 722            | 1927             | Meiklejohn Stadion        | 850            | 2000           | Class of 1923 Arena       | 2 500                 | 1972                  | Rhodes Field               | 1 700             | 2002              |
| Princeton | Princeton Stadion        | 27 800                   | 1998                     | Jadwin Gymnasium         | 6 854            | 1969             | Bill Clarke Field         | 850            | 1961           | Hobey Baker Memorial Rink | 2 094                 | 1923                  | Roberts Stadion            | 3 000             | 2008              |
| Yale      | Yale Bowl                | 61 446                   | 1914                     | John J. Lee Amphitheater | 3 100            | 1932             | Yale Field                | 6 200          | 1927           | Ingalls Rink              | 3 486                 | 1958                  | Reese Stadion              | 3 000             | 1981              |

## Könyvtári program
Az összes egyetem részt vesz a “Kölcsönözz közvetlenül” könyvtári programban. Ebben a programban 88 millió tétel áll rendelkezésre az érdeklődők számára, a várakozási idő 4 munkanap is lehet. Az első hét egyetem után a Harvard és az MIT is csatlakozott, amivel 70 millió könyvvel bővült a választék.